# 香川県道265号枌所西造田線
香川県道265号枌所西造田線（かがわけんどう265ごう そぎしょにしそうだせん）は、香川県綾歌郡綾川町から仲多度郡まんのう町に至る一般県道である。

## 概要

### 路線データ
- 起点：香川県綾歌郡綾川町枌所西（香川県道39号国分寺中通線交点）
- 起点：香川県仲多度郡まんのう町造田（香川県道17号府中造田線交点）
- 総延長：5.218 km

## 地理

### 通過する自治体
- 綾歌郡綾川町
- 仲多度郡まんのう町

### 交差する道路
| 交差する道路             | 市町村名 | 市町村名   | 交差する場所 | 交差する場所 |
| ------------------------ | -------- | ---------- | ------------ | ------------ |
| 香川県道39号国分寺中通線 | 綾歌郡   | 綾川町     | 枌所西       | 起点         |
| 香川県道17号府中造田線   | 仲多度郡 | まんのう町 | 造田         | 終点         |

### 沿線
- サンライズヒルズ・カントリークラブ